# Ioan Suciu (politician)

Bustul lui Ioan Suciu, ridicat în Alba Iulia

Ioan Suciu (n. 1/14 decembrie 1862, Șiștarovăț, Arad – d. 10 martie 1939, Chișineu-Criș) a fost un deputat în Marea Adunare Națională de la Alba Iulia, organismul legislativ reprezentativ al „tuturor românilor din Transilvania, Banat și Țara Ungurească”, cel care a adoptat hotărârea privind Unirea Transilvaniei cu România, la 1 decembrie 1918.:p. 77

## Biografie
A urmat liceul în Arad, unde a fost coleg de școală cu Vasile Goldiș, cu care a rămas prieten pe viață.
Ioan Suciu a fost un avocat și politician remarcabil al perioadei interbelice din România, cu un rol crucial în istoria modernă a țării. Născut la 14 decembrie 1862, în localitatea Șiștarovăț din Arad, el și-a dedicat viața luptei pentru drepturile și unitatea națională a poporului român din Transilvania și Banat. Prin implicarea sa în evenimentele de la Alba Iulia din 1918, Ioan Suciu a contribuit la proclamarea unirii acestor provincii cu România. Pe lângă activitatea sa politică de excepție, Ioan Suciu a fost un avocat respectat și un promotor al educației și culturii românești în regiune. Biografia sa este un exemplu elocvent al dedicării și devotamentului față de cauza națională și de idealurile democratice și sociale ale vremii.
După terminarea liceului, Ioan Suciu s-a angajat ca secretar la biroul avocatului Mircea Stănescu. A întrerupt activitatea pentru a-și satisface stagiul militar, și a revenit la această activitate până când a plecat să urmeze studii juridice la Facultatea de Drept din Budapesta. A finalizat studiile juridice în data de 24 decembrie 1887, iar în martie 1888 a obținut titlul de doctor în drept.
A fost căsătorit cu Hortensia Pagubă, fiica unui judecători din Arad, pentru 13 ani din care a avut un copil. Iar după divorț s-a căsătorit cu Maria (născută Marioara Roșca), din Seliștea Sibiului, cea de care se leagă construirea între anii 1906 și 1907 a Palatului Suciu, o clădire în stil secession, potrivit planurilor arhitectului arădean Ioan Niga.
În mijlocul carierei sale, Ioan Suciu a devenit o figură centrală în viața politică și socială a Transilvaniei și Banatului. După absolvirea liceului în Arad și studii juridice la Budapesta, el și-a deschis un birou de avocatură la Arad în 1889, devenind ulterior membru al Baroului Aradului. În calitate de avocat, Ioan Suciu a apărat fervent drepturile românilor din regiune și a devenit cunoscut pentru implicarea sa în procese importante, precum cel al grupului de tineri judecați pentru manifestații naționaliste la Curtici în 1896. De-a lungul anilor, a ocupat funcții de prestigiu în diverse instituții financiar-bancare românești și a fost implicat în activități sociale și culturale, devenind un susținător fervent al promovării culturii românești în rândul comunității.
În anul 1889, Ioan Suciu a susținut examenul de avocat, după care și-a deschis în 1889 un birou avocațial la Arad, continuând să funcționeze ca avocat în cadrul Baroului Arad până în 1912. Tot din 1890 este membru al Sinodului Diecezan Ortodox Român Arădean ca mai apoi să fie și membru în alte instituții financiar-bancare românești precum „Victoria” din Arad, băncile „Lipovana” și „Mureșul” din Maria- Radna.
În calitate de avocat, Dr Ioan Suciu a apărat grupul de tineri cărora li s-a intentat proces pentru că, la 9 mai 1896, au organizat o manifestare în Curtici, ocazie cu care au făcut paradă pe străzile comunei și au strigat "Trăiască Națiunea Română".
În anul 1922 având funcția de șef al Serviciului contencios Cluj, în Ministerul Agriculturii și Domeniilor, este decorat cu Ordinul ”Coroana României”, în grad de ofițer de regele Ferdinand I.
A fost decanul Baroului Cluj din 1922 până în 1930, iar din 1930 până în 1939 a fost notar public la Chișineu Criș.
A deținut următoarele funcții în Chișineu-Criș:
- președinte al Frăției Ortodoxe Române din Chișineu-Criș,
- președinte al Corpului Pompierilor Voluntari din Chișineu-Criș (22 februarie 1933),
- președinte al Comitetului Ocrotirilor Sociale din cadrul Prefecturii Județului Arad (1935),
- președinte al Biroului Consiliului Județean (din 17 iulie 1934),
- președinte de onoare al Ligii Antirevizioniste – Secția Arad (1933),
- precum și cea de președinte al Cercului Cultural ASTRA din Chișineu-Criș din care va demisiona în anul 1937, forțat de boală.
- președinte de onoare al Asociației Comercianților din Chișineu-Criș (februarie 1935),
- membru al Consiliului Comunal din Chișineu-Crișei.
A încetat din viață în anul 1939, în urma unui atac de cord, pe un fond gripal, la vârsta de 78 de ani, la Chișineu-Criș.
A fost înmormântat la Arad, în cimitirul „Eternitatea”.

## Activitatea politică
În anul 1904, an preelectoral pentru deputații dietei de la Budapesta, s-au organizat mai multe adunări electorale, pentru prezentarea și cunoașterea unor candidați precum dr. Ioan Suciu, Dr. Ștefan Cicio Pop și George Popa. La aceste adunări s-a cerut impetuos dreptul copiilor la învățătură în limba română. În ciclul parlamentar 1905-1906, din partea localității Curtici au fost reprezentanți Dr. Ioan Suciu și Dr. Ștefan Cicio Pop.
În perioada 1906-1910 a fost deputat de Ineu al Partidului Național Român (PNR) în Dieta de la Budapesta.
"Pentru contemporani, a rămas celebră ședința din 7 iunie 1907 a Camerei deputaților din Budapesta, ședință în care Alexandru Vaida-Voevod a fost victima unei agresiuni din partea deputaților maghiari, înfuriați de discursul acestuia. Conștient de pericolul în care se aflau deputații români, Ioan Suciu și-a părăsit locul, interpunându-se între victimă și deputații maghiari Somogyi și Horváth, pe care a început să-i lovească cu furie pentru a putea permite colegilor săi Vaida-Voevod și Iuliu Maniu să părăsească teferi Parlamentul."
În 1910 a sprijinit înființarea ziarului Românul din Arad, al cărui prim număr a apărut în 1911.
"A fost proprietar-editor al publicației Gura Satului, în perioada în care revista a apărut în a doua ei serie (1901 – 1903). În 1911, Ioan Suciu împrumuta Partidul Național Român cu suma de 42.000 de coroane, reprezentând contravaloarea casei sale din Arad, pentru a pune bazele Tipografi ei „Concordia”, care avea scopul să promoveze cultura națională în mediul rural. Tot de numele lui se leagă și fondarea Societății pe acțiuni „Concordia”, în iulie 1911. Este și anul în care, alături de alți lideri arădeni, acționează pentru înființarea la Arad a ziarelor Românul, ca organ oficial al Partidului Național Român(24), și Poporul Român"
În 1916 a fost internat în lagărul politic de la Sopron, din vestul Ungariei, unde a stat șapte luni.
În 1918, în calitate de membru al Consiliului Național Român Central (CNRC) a făcut parte, împreună cu Vasile Goldiș și Ștefan Cicio Pop, din delegația CNRC care a fost prezentă la Arad pentru tratativele cu delegația Consiliului Național Maghiar,c ondusă de ministrul Oszkár Jászi. În același an a organizat Gărzile și Consiliile Naționale Române, iar din 18 noiembrie 1918, Dr. Ioan Suciu s-a ocupat de organizarea Marii Adunări Naționale de la Alba Iulia (1 decembrie 1918), devenind apoi membru al Marelui Sfat Național și al Consiliului Dirigent.
Darea de seamă a lui Ioan Suciu despre constituirea Adunării Naționale de la Alba Iulia 1 decembrie 1918, prezentată în plenul adunării, în fața celor 1228 delegați:
”Domnilor Delegați!
Comitetul național central din Arad a decis la 15 convocarea adunării naționale de astăzi a poporului român din Transilvania, Ungaria și Banat, pentru ca să decidă asupra sorții sale.
Credenționale au intrat nu numai din cele 24 de comitate, ci a mai intrat dintr-unul, deci în total din 25 județe. Au intrat credenționale aproape din toate cercurile electorale, adecă din 130 de circumscripții electorale, din cari s-au prezentat peste 689 de delegați.
Afară de aceștia, multe cercuri au trimis și supleanți. S-au prezentat Prea Sfințiile Lor Domnii Episcopi (Aclamațiuni, trăiască!), au sosit exmișii Consistoriilor și Capitlelor. Apoi delegații societăților culturale române, ca Asociațiunea Transilvană pentru literatura și cultura poporului român (ASTRA), cea pentru fondul de teatru și peste 100 de asociațiuni. S-au prezentat de la fiecare școală medie și de la institutele teologice și pedagogice, delegații speciali. Au sosit delegații reuniunilor învățătorești, ai reuniunilor de meseriași, delegații partidului social-democrat român, cei ai gărzilor naționale și au venit și aceea, cari reprezintă viitorul națiunii noastre: tinerimea universitară română. Aici sunt credentionalele, aici e lista delegaților, dacă doriți să cetim lista delegaților. (Întreruperi. Nu-i de lipsă! Le vedem! Le vedem! Să nu se citească)
Raportez numai scurt, că s-au prezenta delegați și din comitatele: Trei-Scaune, Ciuc și din Cenad, Bichiș și chiar din Ugocea, la adunarea națională de astăzi, la încoronarea visului tuturor Românilor. S-au prezentat, învingând și trecând peste piedeci mare, și frații din Torontal.
Comisia verificatoare a aflat toate actele în ordine. Vă rog să luați cunoștință.
Nu pot trece cu vederea, ca să nu amintesc, că au sosit mii de adrese de aderență cu sute de mii de semnături, și că toate acestea arătând, cum că fiecare știe ce avem să decidem. Despre aceasta se va face darea de seamă publică, dar cred că astăzi să nu le cetim aici.
Sunt 1 228 de delegați (Voci pe galerie: Dar Reuniunile femeilor?)
Cer scuze, dacă am întrelăsat să amintesc că și Reuniunile femeiești sunt reprezentate prin delegatele lor. Femeia română a fost doar totdeauna însuflețită pentru idealul național. (Trăiască femeile române!)
Aflu astfel că adunarea națională este capace a aduce hotărâri decisiv, prin urmare avem să trecem la constituire.
Domnilor! Comisiunea va face următoarea propunere:
Bine-voiți a alege de președinți pe domnii: George Pop de Băsești (Trăiască Badea George, trăiască, prelung și repetat) și pe Prea Sfinții Episcopi Ioan I. Pap și Dr. Demetriu Radu (aclamațiuni), de vicepreședinți pe domnii Dr. Teodor Mihali, Dr. Ștefan Cicio Pop și Ion Flueraș, de notari pe domnii Dr. Alexandru Fodor, medic în Bălgrad, Dr. Sever Miclea, Dr. Caius Brediceanu, Dr. Victor Deleu, Dr. Silviu Dragomir, Iosif Ciser, Dr. Ionel Pop și Dr. George Crișan.”
După unirea Transilvaniei cu România a fost ales, în 1919, președinte al baroului avocaților din Cluj, iar în 1930 a devenit notar public în Ineu.
Tot în 1919, organizează unități de voluntari în Munții Apuseni, în zona Brad și Hălmagiu. Iar în decembrie același an, este ales la Cluj președinte al Consiliului Suprem pentru aplicarea legii agrare in Transilvania.
Între 1926-1927 a fost senator.
În concluzie, viața lui Ioan Suciu este o poveste de devotament și curaj în lupta pentru idealurile naționale și democratice ale poporului român. Prin implicarea sa în evenimentele istorice de la Alba Iulia din 1918 și prin activitatea sa remarcabilă în domeniul juridic și politic, Ioan Suciu a devenit un simbol al unității și al luptei pentru dreptate în Transilvania și Banat. Moștenirea sa rămâne vie și inspiratoare pentru generațiile viitoare, reprezentând un exemplu de sacrificiu și angajament pentru cauza comună a națiunii române.